# Quod apostolici muneris
Quod apostolici muneris – encyklika papieża Leona XIII opublikowana dnia 28 grudnia 1878, w której krytykowany jest: nihilizm, socjalizm i komunizm.
Pierwsze jej słowa dały nazwę całej encyklice, które brzmią: Czego wymagały od Nas względy urzędu Apostolskiego.
Papież w swoim dokumencie potępia poglądy socjalistów oraz nihilistów (powszechna równość, nowy model małżeństwa, podważanie autorytetu Nauczycielskiego Urzędu Kościoła z papieżem na czele), kierując również apel do biskupów, aby oni oraz wierni nie ośmielali się należeć do tej niecnej sekty, ani jej sprzyjać z jakiegokolwiek względu, co więcej, niech dowodzą wspaniałymi czynami i szlachetnymi motywami postępowania we wszystkim, jak zgodna i szczęśliwa byłaby ludzka społeczność, gdyby poszczególni ludzie świecili przykładem dobra i cnót.
Koniec encykliki wieńczy apostolskie błogosławieństwo papieża Leona XIII.